# The Shopaholics

The Shopaholics (最爱女人购物狂, Jui oi nui yun kau muk kong) est une comédie romantique hongkongaise réalisée par Wai Ka-fai, sortie en 2006.

## Fiche technique
- Titre : Jui oi nui yun kau muk kong
- Réalisateur : Wai Ka-fai
- Scénario : Wai Ka-fai & Au Kin-yee
- Format : Couleurs
- Durée : 92 minutes
- Date de sortie : 19 janvier 2006
- Pays :  Hong Kong

## Distribution
- Cecilia Cheung
- Lau Ching-wan
- Jordan Chan
- Ella Koon
- Paula Tsui
- Dennis Law
- Tsang Chi-ying
- Wang Tian-lin
- Law Kar-ying
- Chun Chau Ha
- Maggie Siu
- Amy Kwok
- Stephanie Che
- Johnny Chen
- Yat Ning Chan